# Mico chrysoleucus
Lo uistitì bianco-oro (Mico chrysoleucus Wagner, 1842) è un primate platirrino della famiglia dei Cebidi.
Veniva un tempo classificata come sottospecie di Callithrix humeralifera (C. humeralifer chrysoleuca nella vecchia denominazione).

## Distribuzione
Vive nella foresta amazzonica lungo il basso corso della riva destra del Rio Madeira, poco prima della sua immissione nel Rio delle Amazzoni.

## Descrizione

### Dimensioni
Misura circa 55 cm di lunghezza (di cui più di metà metà spettano alla coda), per un peso che probabilmente raggiunge i 400 g: questi animali non sono stati infatti mai pesati finora, in quanto ritenuti sottospecie e quindi non studiati nei particolari.

### Aspetto
Il colore del mantello va dal giallo pallido all'arancione. La faccia è glabra e rosata, mentre sulle orecchie sono presenti ciuffi di pelo bianco.

## Biologia
Si tratta di animali diurni ed arboricoli: vivono in gruppi che contano da otto a venti individui, a seconda della disponibilità di cibo. Quest'ultima è determinante anche per quanto riguarda le dimensioni del territorio, che possono variare fra i 100.000 e i 400.000 km². Si calcola che questi animali esplorino giornalmente un terzo del proprio territorio.

Sovrapponendosi i territori dei vari gruppi, questi animali sono soliti lasciare tracce odorose strofinando particolari ghiandole pubiche sui rami od urinando nei buchi che scavano nelle cortecce per ricavare il cibo.

### Alimentazione
Si tratta di animali principalmente resinivori, ossia si nutrono di linfa e gommoresina, che ricavano incidendo la corteccia degli alberi coi particolari incisivi. Possono nutrirsi anche di frutta, nettare e insetti.

### Riproduzione
Al momento non sono stati ancora effettuati studi specifici sui costumi sociali e riproduttivi di questa specie: si pensa tuttavia che le sue modalità riproduttive non differiscano di molto, sia nei modi che nei tempi, da quelle di altre specie congeneri.